# 2026-os labdarúgó-világbajnokság-selejtező (CAF – B csoport)
A 2026-os labdarúgó-világbajnokság afrikai selejtezőjének B csoportjának mérkőzéseit 2023 novembere és 2025 októbere között játsszák.
A csoportban Szenegál, a Kongói DK, Mauritánia, Togo, Szudán és Dél-Szudán szerepel. A csoport győztese kijut a világbajnokságra. A csoport második helyezettjének lehetősége van a rájátszásba kerülni és játszani az interkontinentális pótselejtezőért, ha a legjobb négy második helyezett között végez.

## Tabella
| Hely. | Csapat     | M | Gy | D | V | G+ | G– | Gk | P  | Továbbjutás                                |     | Szudán | Szenegál | Kongói Demokratikus Köztársaság | Togo | Dél-Szudán | Mauritánia |
| ----- | ---------- | - | -- | - | - | -- | -- | -- | -- | ------------------------------------------ | --- | ------ | -------- | ------------------------------- | ---- | ---------- | ---------- |
| 1.    | Szudán     | 4 | 3  | 1 | 0 | 7  | 1  | +6 | 10 | Kijut a 2026-os labdarúgó-világbajnokságra |     | —      | –        | 1–0                             | 1–1  | –          | –          |
| 2.    | Szenegál   | 4 | 2  | 2 | 0 | 6  | 1  | +5 | 8  | A rájátszás lehetséges résztvevője         |     | –      | —        | 1–1                             | –    | 4–0        | –          |
| 3.    | Kongói DK  | 4 | 2  | 1 | 1 | 4  | 2  | +2 | 7  |                                            |     | –      | –        | —                               | 1–0  | –          | 2–0        |
| 4.    | Togo       | 4 | 0  | 3 | 1 | 2  | 3  | −1 | 3  |                                            | –   | 0–0    | –        | —                               | 1–1  | –          |            |
| 5.    | Dél-Szudán | 4 | 0  | 2 | 2 | 1  | 8  | −7 | 2  |                                            | 0–3 | –      | –        | –                               | —    | 0–0        |            |
| 6.    | Mauritánia | 4 | 0  | 1 | 3 | 0  | 5  | −5 | 1  |                                            | 0–2 | 0–1    | –        | –                               | –    | —          |            |

## Mérkőzések
| 2023. november 15. 17:00 (UTC+1) |

| Kongói DK              | 2–0               | Mauritánia |
| ---------------------- | ----------------- | ---------- |
| Wissa 62' Bongonda 81' | (0–0) Jegyzőkönyv |            |

| Stade des Martyrs, Kinshasa Játékvezető: Elmabrouk Muhammad (líbiai) |

| 2023. november 16. 18:00 (UTC+2) |

| Szudán              | 1–1               | Togo       |
| ------------------- | ----------------- | ---------- |
| Eisa 17' (11-esből) | (1–1) Jegyzőkönyv | Denkey 43' |

| Martyrs of February Stadion, Bengázi (Líbia) Játékvezető: Andofetra Rakotojaona (madagaszkári) |

| 2023. november 18. 19:00 (UTC±0) |

| Szenegál                                        | 4–0               | Dél-Szudán |
| ----------------------------------------------- | ----------------- | ---------- |
| P. Sarr 1' Mané 5' 56' (11-esből) L. Camara 45' | (3–0) Jegyzőkönyv |            |

| Diamniadio Olimpiai Stadion, Diamniadio Játékvezető: Retselisitsoe David Molise (lesothói) |

| 2023. november 19. 18:00 (UTC+2) |

| Szudán             | 1–0               | Kongói DK |
| ------------------ | ----------------- | --------- |
| Pickel 79' (öngól) | (0–0) Jegyzőkönyv |           |

| Martyrs of February Stadion, Bengázi (Líbia) Nézőszám: 3700 Játékvezető: Bamlak Tessema Weyesa (etióp) |

| 2023. november 21. 16:00 (UTC±0) |

| Dél-Szudán | 0–0         | Mauritánia |
| ---------- | ----------- | ---------- |
|            | Jegyzőkönyv |            |

| Diamniadio Olimpiai Stadion, Diamniadio (Szenegál) Játékvezető: Patrice Milazare (mauritiusi) |

| 2023. november 21. 16:00 (UTC±0) |

| Togo | 0–0         | Szenegál |
| ---- | ----------- | -------- |
|      | Jegyzőkönyv |          |

| Stade de Kégué, Lomé Játékvezető: Mustapha Ghorbal (algériai) |

| 2024. június 5. 16:00 (UTC±0) |

| Togo      | 1–1               | Dél-Szudán         |
| --------- | ----------------- | ------------------ |
| Narey 61' | (0–0) Jegyzőkönyv | Aholou 68' (öngól) |

| Stade de Kégué, Lomé Játékvezető: Celso Alvação (mozambiki) |

| 2024. június 6. 16:00 (UTC±0) |

| Mauritánia | 0–2               | Szudán                      |
| ---------- | ----------------- | --------------------------- |
|            | (0–2) Jegyzőkönyv | Teiri 15' Abeid 29' (öngól) |

| Stade Cheikha Ould Boïdiya, Nouakchott Játékvezető: Daniel Nii Laryea (ghánai) |

| 2024. június 6. 19:00 (UTC±0) |

| Szenegál      | 1–1               | Kongói DK  |
| ------------- | ----------------- | ---------- |
| I. Sarr 45+1' | (1–0) Jegyzőkönyv | Mayele 85' |

| Diamniadio Olympic Stadium, Diamniadio Játékvezető: Mutaz Ibrahim (líbiai) |

| 2024. június 9. 17:00 (UTC+1) |

| Kongói DK | 1–0               | Togo |
| --------- | ----------------- | ---- |
| Elia 6'   | (1–0) Jegyzőkönyv |      |

| Stade des Martyrs, Kinshasa Játékvezető: Mehrez Malki (tunéziai) |

| 2024. június 9. 16:00 (UTC±0) |

| Mauritánia | 0–1               | Szenegál   |
| ---------- | ----------------- | ---------- |
|            | (0–1) Jegyzőkönyv | Diallo 27' |

| Stade Cheikha Ould Boïdiya, Nouakchott Játékvezető: Samir Guezzaz (marokkói) |

| 2024. június 11. 15:00 (UTC+2) |

| Dél-Szudán | 0–3               | Szudán                                |
| ---------- | ----------------- | ------------------------------------- |
|            | (0–1) Jegyzőkönyv | Khedr 45+3' Muzmel 51' Al Gharbal 78' |

| Juba Stadium, Juba Nézőszám: 10 000 Játékvezető: Ahmad Heeralall (mauritiusi) |

| 2025. március 21. 17:00 (UTC+1) |

| Kongói DK      | 1–0               | Dél-Szudán |
| -------------- | ----------------- | ---------- |
| Bongonda 45+3' | (1–0) Jegyzőkönyv |            |

| Stade des Martyrs, Kinshasa Nézőszám: 70 000 Játékvezető: Celso Alvação (mozambiki) |

| 2025. március 22. 16:00 (UTC±0) |

| Togo                 | 2–2               | Mauritánia            |
| -------------------- | ----------------- | --------------------- |
| Klidjé 4' Denkey 69' | (1–0) Jegyzőkönyv | Koïta 52' Mahmoud 55' |

| Stade de Kégué, Lomé Játékvezető: Amin Omar (egyiptomi) |

| 2025. március 22. 21:00 (UTC+2) |

| Szudán | 0–0         | Szenegál |
| ------ | ----------- | -------- |
|        | Jegyzőkönyv |          |

| Benina Martyrs Stadion, Bengázi (Líbia) Játékvezető: Patrice Tanguy Mebiame (gaboni) |

| 2025. március 25. 21:00 (UTC+2) |

| Szudán      | 1–1               | Dél-Szudán  |
| ----------- | ----------------- | ----------- |
| M. Eisa 76' | (0–0) Jegyzőkönyv | Sebit 90+8' |

| Benina Martyrs Stadion, Bengázi (Líbia) Játékvezető: Jean Ouattara (Burkina Fasó-i) |

| 2025. március 25. 21:00 (UTC0) |

| Szenegál                     | 2–0               | Togo |
| ---------------------------- | ----------------- | ---- |
| P. Sarr 35' Boma 67' (öngól) | (1–0) Jegyzőkönyv |      |

| Diamniadio Olympic Stadium, Diamniadio Játékvezető: Peter Waweru (kenyai) |

| 2025. március 25. 21:00 (UTC0) |

| Mauritánia | 0–2               | Kongói DK            |
| ---------- | ----------------- | -------------------- |
|            | (0–1) Jegyzőkönyv | Pickel 4' Mayele 83' |

| Nouadhibou Municipal Stadium, Nouadhibou Játékvezető: Mohamed Athoumani (Comore-szigeteki) |

| 2025. szeptember |

| Mauritánia | – | Togo |
| ---------- | - | ---- |
|            |   |      |

|  |

| 2025. szeptember |

| Dél-Szudán | – | Kongói DK |
| ---------- | - | --------- |
|            |   |           |

|  |

| 2025. szeptember |

| Szenegál | – | Szudán |
| -------- | - | ------ |
|          |   |        |

|  |

| 2025. szeptember |

| Kongói DK | – | Szenegál |
| --------- | - | -------- |
|           |   |          |

|  |

| 2025. szeptember |

| Mauritánia | – | Dél-Szudán |
| ---------- | - | ---------- |
|            |   |            |

|  |

| 2025. szeptember |

| Togo | – | Szudán |
| ---- | - | ------ |
|      |   |        |

|  |

| 2025. október |

| Dél-Szudán | – | Szenegál |
| ---------- | - | -------- |
|            |   |          |

|  |

| 2025. október |

| Togo | – | Kongói DK |
| ---- | - | --------- |
|      |   |           |

|  |

| 2025. október |

| Szudán | – | Mauritánia |
| ------ | - | ---------- |
|        |   |            |

|  |

| 2025. október |

| Kongói DK | – | Szudán |
| --------- | - | ------ |
|           |   |        |

|  |

| 2025. október |

| Dél-Szudán | – | Togo |
| ---------- | - | ---- |
|            |   |      |

|  |

| 2025. október |

| Szenegál | – | Mauritánia |
| -------- | - | ---------- |
|          |   |            |

|  |